# Patrice Trovoada
Patrice Emery Trovoada (Libreville, Gabón, 18 de marzo de 1962) es un político santotomense. Fue primer ministro de Santo Tomé y Príncipe desde el 11 de noviembre de 2022 hasta el 6 de enero de 2025. Previamente ejerció el mismo cargo desde el 25 de noviembre de 2014 hasta el 3 de diciembre de 2018, desde 2010 al 2012, y en el 2008.

## Biografía
Hijo del expresidente Miguel Trovoada.

### Vida política
Fue ministro de Relaciones Exteriores del País desde septiembre del 2001 hasta el 4 de febrero del 2002.
Es el secretario general del Partido Acción Democrática Independiente (ADI). Participó en las elecciones presidenciales de 2006, pero fue vencido por Fradique de Menezes. Quedó en segundo lugar con el 38% de los votos.
El 14 de febrero de 2008 fue nombrado primer ministro por su antiguo rival Menezes tras la destitución de Tomé Vera Cruz. Su gobierno solo duró unos meses al ser derrotado en una moción de confianza de la Asamblea Nacional el 20 de mayo. La moción presentada por el opositor Movimiento para la Liberación de Santo Tomé y Príncipe / Partido Social Demócrata (MLSTP) recibió 30 votos a favor, 23 en contra y dos abstenciones. Sería sustituido por Joaquim Rafael Branco líder del MLSTP.